# Ioanna Tissamenou
Ioanna Tissamenou (griechisch Ιωάννα Τισσαμενου) war eine griechische Tennisspielerin.

## Biografie
Tissamenou nahm 1906 am Tenniswettbewerb der Olympischen Zwischenspiele in Athen teil. Einzig im Einzel spielte sie und unterlag zum Auftakt ihrer Landsfrau Sophia Marinou mit 1:6, 0:6. Zusammen mit Marinou ist sie die erste Frau, die für ihr Land bei den Olympischen Spielen spielte. Bei den griechischen Meisterschaften im selben Jahr verlor sie im Finale gegen Aspasia Matsa. Nichts sonst ist über ihr Leben bekannt.